# Betty Fisherová a další příběhy
Betty Fisherová a další příběhy (v originále Betty Fisher et autres histoires) je francouzsko-kanadský hraný film z roku 2001, který režíroval Claude Miller podle vlastního scénáře. Snímek měl světovou premiéru na filmovém festivalu v Montréalu dne 1. září 2001.

## Děj
Betty Fisher je talentovaná mladá spisovatelka, matka 4letého chlapce. Carole je číšnice, která se o své dítě příliš nezajímá. Jednoho dne se tyto dvě velmi odlišné ženy setkají.

## Obsazení
| Sandrine Kiberlainová | Betty Fisher             |
| Nicole Garcia         | Margot Fisher            |
| Mathilde Seigner      | Carole Novacki           |
| Luck Mervil           | François Diembele        |
| Édouard Baer          | Alex Busato              |
| Stéphane Freiss       | Édouard                  |
| Yves Jacques          | René                     |
| Roschdy Zem           | doktor Jérôme Castang    |
| Consuelo de Haviland  | paní Barsky              |
| Yves Verhoeven        | Martinaud, policista     |
| Samir Guesmi          | kolega Martinaud         |
| Annie Mercier         | Jacqueline, matka Carole |
| Alexis Chatrian       | José Novacki             |
| Michaël Abiteboul     | Milo                     |
| Béatrice Agenin       | Alexova milenka          |
| Arthur Setbon         | Joseph Fisher            |
| Pascal Bonitzer       | pan Barsky               |
| Virginie Emane        | Fatou                    |
| François Roy          | Jean-Jean                |
| Ambre Rochard         | dcera policisty          |